# Ефимов, Виктор Никифорович
Ви́ктор Ники́форович Ефи́мов (05.08.1929-09.06.2006) — советский и российский учёный в области химии и плодородия почв, эффективности удобрений, академик ВАСХНИЛ (1990) и РАСХН (1991).

## Биография
Родился 05.08.1929 в г. Малая Вишера Новгородской области, куда незадолго до этого переехали его родители из деревни Раменье. С 1933 г. рос без отца, сосланного в Сибирь.
Окончил Ленинградский СХИ (1953), куда как сын репрессированного смог поступить только после получения годичного трудового стажа. Работал там же (с 1992 Санкт-Петербургский государственный аграрный университет): аспирант и одновременно ассистент, старший преподаватель (в 1962—1965 в командировке в Сирии), доцент (1966—1971) кафедры почвоведения, с 1971 г. — заведующий кафедрой агрохимии и агроэкологии.
Доктор сельскохозяйственных наук (1974), профессор (1975), академик ВАСХНИЛ (1990).
Научные интересы: проблема деградации дерново-подзолистых и болотных почв при антропогенном воздействии; система удобрения с.-х. культур на осушенных торфяных почвах; дозы и сроки внесения микроэлементов под овощные культуры; производство новых видов удобрений из отходов промышленности.
Заслуженный деятель науки Российской Федерации (1999). Почётный работник высшего образования России (1997). Лауреат премий им. В. Р. Вильямса и им. Д. Н. Прянишникова (1988, 1998). Награждён медалями «В память 250-летия Ленинграда», «Ветеран труда», золотой медалью им. К. К. Гедройца (2002).
Автор (соавтор) более 350 научных трудов, в том числе 4 монографий, 4 учебников и учебных пособий, 2 брошюр. Имеет 3 авторских свидетельства на изобретения.
Книги:
- Торфяные почвы и их плодородие. — Л.: Агропромиздат. Ленингр. отд-ние, 1986. — 263 с.
- Пособие к учебной практике по агрохимии: учеб. пособие для студентов вузов по спец. «Агрохимия и почвоведение» / соавт.: В. Г. Калиниченко, М. Л. Горлова. — 2-е изд., перераб. и доп. — Л.: Агропромиздат. Ленингр. отд-ние, 1988. — 208 с.- То же. — 3-е изд., перераб. и доп.- М.: Колос, 2004. — 191 с.
- Удобрение сельскохозяйственных культур на мелиорированных торфяных почвах / соавт. В. П. Царенко. — М.: Росагропромиздат, 1988. — 124 с.
- Эффективность удобрений под многолетние травы на осушенных торфяниках / С.-Петерб. гос. аграр. ун-т. — СПб., 1991. — 87 с.
- Система удобрения: учеб. для студентов вузов по агрон. спец. / соавт.: И. Н. Донских, В. П. Царенко. — М.: КолосС, 2003. — 319 с.
- Пособие к учебной практике по агрохимии: учеб. пособие…. / соавт.: М. Л. Горлова, Н. Ф. Лунина. — 3-е изд., перераб. и доп. — М.: Колос, 2004. — 191 с.